# مؤتمر باريس للسلام 1919

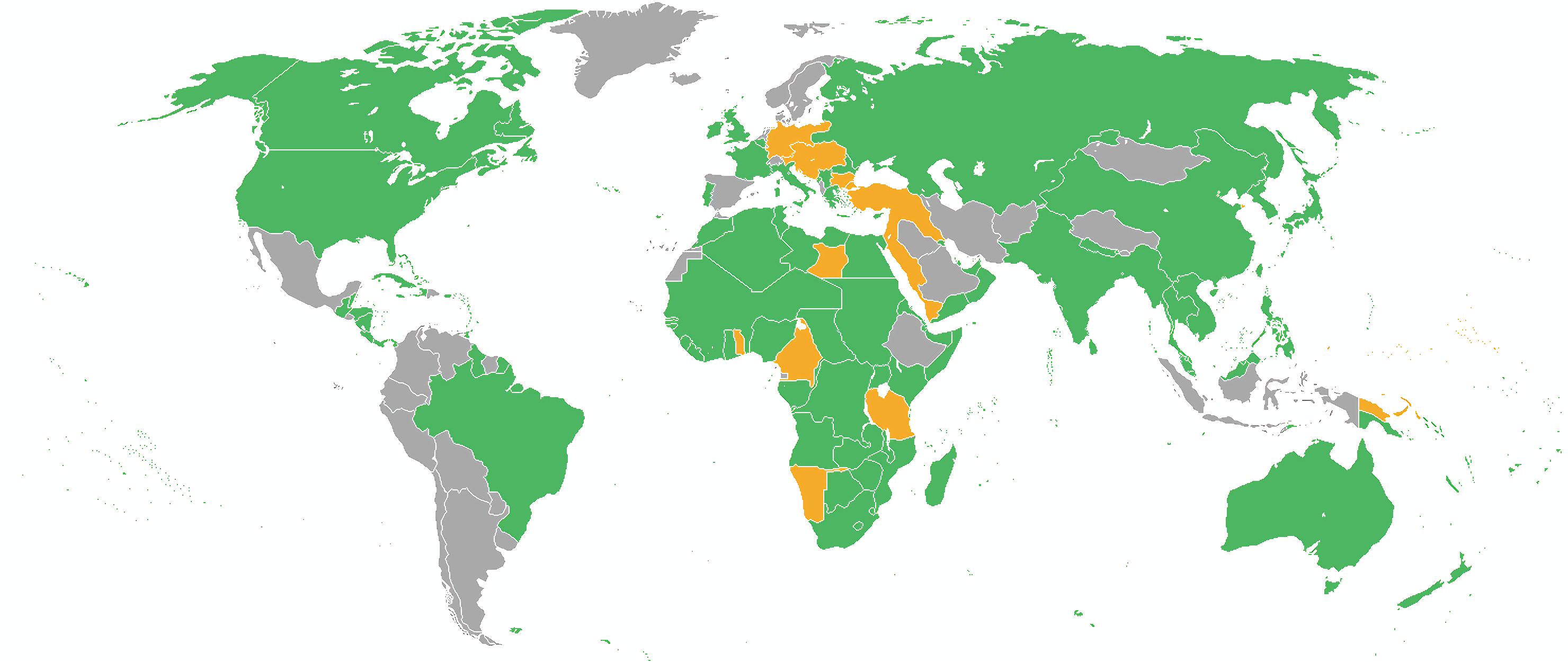
خريطة تظهر الدول المشاركة في الحرب العالمية الأولى، دول الحلفاء بالأخضر، ودول المحور بالبرتقالي، والدول المحايدة بالرمادي.

مؤتمر باريس للسلام كان اجتماعاً للحلفاء المنتصرين في الحرب العالمية الأولى قرروا فيه كيف يقسمون غنائم المنهزمين، وكيف يحددون أسس السلام القادم معهم عقب هدنة عام 1918.
عقد في باريس سنة 1919 وشارك فيه مندوبون عن أكثر من 32 دولة وكياناً سياسياً. وكان من أهم قراراته إنشاء عصبة الأمم.
وقع المشاركون خلاله على خمس معاهدات مع المنهزمين (بما فيها معاهدة فرساي مع ألمانيا)، وقسمت أملاك الدولة العثمانية، ومستعمرات ألمانيا خارج أوروبا، وقسمت ألمانيا نفسها، ورسمت حدود جديدة لبعض الدول وأنشئت دول لم تكن من قبل. وفرضت تعويضات على ألمانيا للدول والأمم المتضررة من الحرب.
في القسم 231 من معاهدة فرساي أحيل اللوم في نشوب الحرب وتداعياتها على ألمانيا وحلفائها وكانت التعويضات المفروضة عليها كبيرة جداً حتى أنها لم تتمكن من دفع إلا جزء يسير منها قبل انتهاء الفترة الممنوحة لها في 1931.
كان «الأربعة الكبار» في المؤتمر كل من رئيس الولايات المتحدة، وودرو ويلسون. ورئيس وزراء بريطانيا العظمى، ديفيد لويد جورج، ورئيس وزراء فرنسا، جورج كليمنصو. ورئيس وزراء إيطاليا، فيتوريو ايمانويل أورلاندو. التقوا معا بشكل غير رسمي 145 مرة، وصاغوا كل القرارات الكبرى، التي صادق عليها الآخرون.

## نظرة عامة والنتائج المباشرة

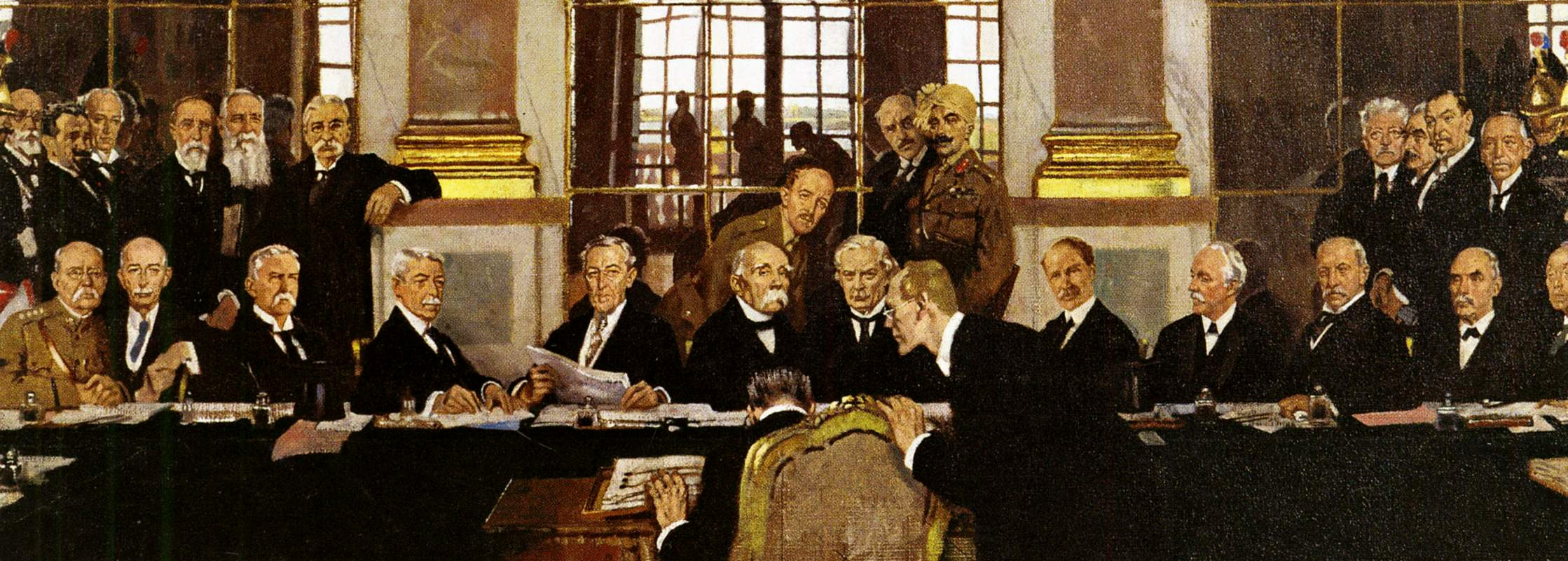
التفاصيل من وليام Orpen الصورة اللوحة إن توقيع السلام في قاعة المرايا، فرساي، 28 يونيو 1919 ، والتي تبين توقيع معاهدة السلام من قبل وزير النقل الألماني الدكتور يوهانس بيل، مقابل لممثلي القوى الفائزة.

افتتح المؤتمر في 18 يناير 1919. وشاركت فيه وفود من 27 دولة قسمت إلى 52 لجنة، عقدت 1646 جلسة لإعداد التقارير، بمساعدة العديد من الخبراء، حول مواضيع شتى من أسرى الحرب، إلى الكابلات تحت البحر، إلى الطيران الدولي، إلى المسؤولية عن الحرب.
اشتملت التوصيات الرئيسية للمؤتمر على كل من معاهدة فرساي مع ألمانيا، التي تكونت من 15 فصلا و440 بنداً، والمعاهدات الأربع الأخرى مع الدول المهزومة في الحرب العالمية الأولى.
سيطرت القوى الخمس الكبرى (فرنسا وبريطانيا وإيطاليا والولايات المتحدة واليابان) على المؤتمر.عملياً لعبت اليابان دورا صغيرا إلى جانب «الأربعة الكبرى» التي كان زعماؤها هم الشخصيات المهيمنة على المؤتمر. عبر جلسات مفتوحة وافقت جميع الوفود على القرارات التي اتخذها الأربعة الكبار. وانتهى المؤتمر في 21 يناير 1920 مع افتتاح الجمعية العامة لعصبة الأمم.
تم إعداد خمس معاهدات سلام رئيسية في مؤتمر باريس للسلام هي:
- معاهدة فرساي 28 يونيو 1919، مع ألمانيا.
- معاهدة سان جيرمان 10 سبتمبر 1919، مع النمسا.
- معاهدة نويي 27 نوفمبر 1919مع بلغاريا.
- معاهدة تريانون 4 يونيو 1920، مع المجر.
- معاهدة سيفر 10 أغسطس 1920، مع الدولة العثمانية؛ ونقحت لاحقاً بمعاهدة لوزان 24 يوليو 1923، مع الجمهورية التركية.

كانت القرارات الكبرى الناجمة عن المؤتمر هي إنشاء عصبة الأمم. معاهدات السلام مع الأعداء الخمسة المهزومين، بما فيها معاهدة فرساي مع ألمانيا. منح الممتلكات الألمانية والعثمانية الخارجية للانتدابين البريطاني والفرنسي. فرض تعويضات على ألمانيا، رسم حدود وطنية جديدة (في بعض الأحيان مع الاستفتاءات) لتعكس بشكل أفضل القوى القومية..
اتخذت القرارات في المؤتمر من جانب واحد إلى حد كبير جداً حسب رغبات الدول الكبرى الأربع، وكانت باريس (باعتبارها مركزاً للدبلوماسية العالمية آنذاك) تضغط بكل ثقلها لوضع شروط مذلة على ألمانيا سياسياً واقتصادياً وجغرافياً، ولا سيما تغيير حدودها واقتطاع أجزاء من أراضيها، وفرض تعويضات باهظة عليها، وتحجيم جيشها، وإضعافه، ووضع كل اللوم عليها في أسباب الحرب وتداعياتها.
كل هذا أدى بشكل غير مباشر إلى تقوية النزعة النازية في ألمانيا التي أدت بدورها إلى نشوب الحرب العالمية الثانية. كما أثارت عصبة الأمم الجدل في الولايات المتحدة حول مدى تأثيرها على صلاحيات الكونغرس في إعلان الحرب. كذلك أدى عدم دعوة البعض إلى المؤتمر لا سيما الجمهوريين الألمان، وروسيا الشيوعية، إلى تقويض بعض معاهدات السلام التي أبرمت لاسيما حين أعلن استقلال جمهوريات جنوب القوقاز، وعدم نجاح اليابان في إقرار المساواة العرقية مع القوى العظمى الأخرى.

## الطرح الأمريكي

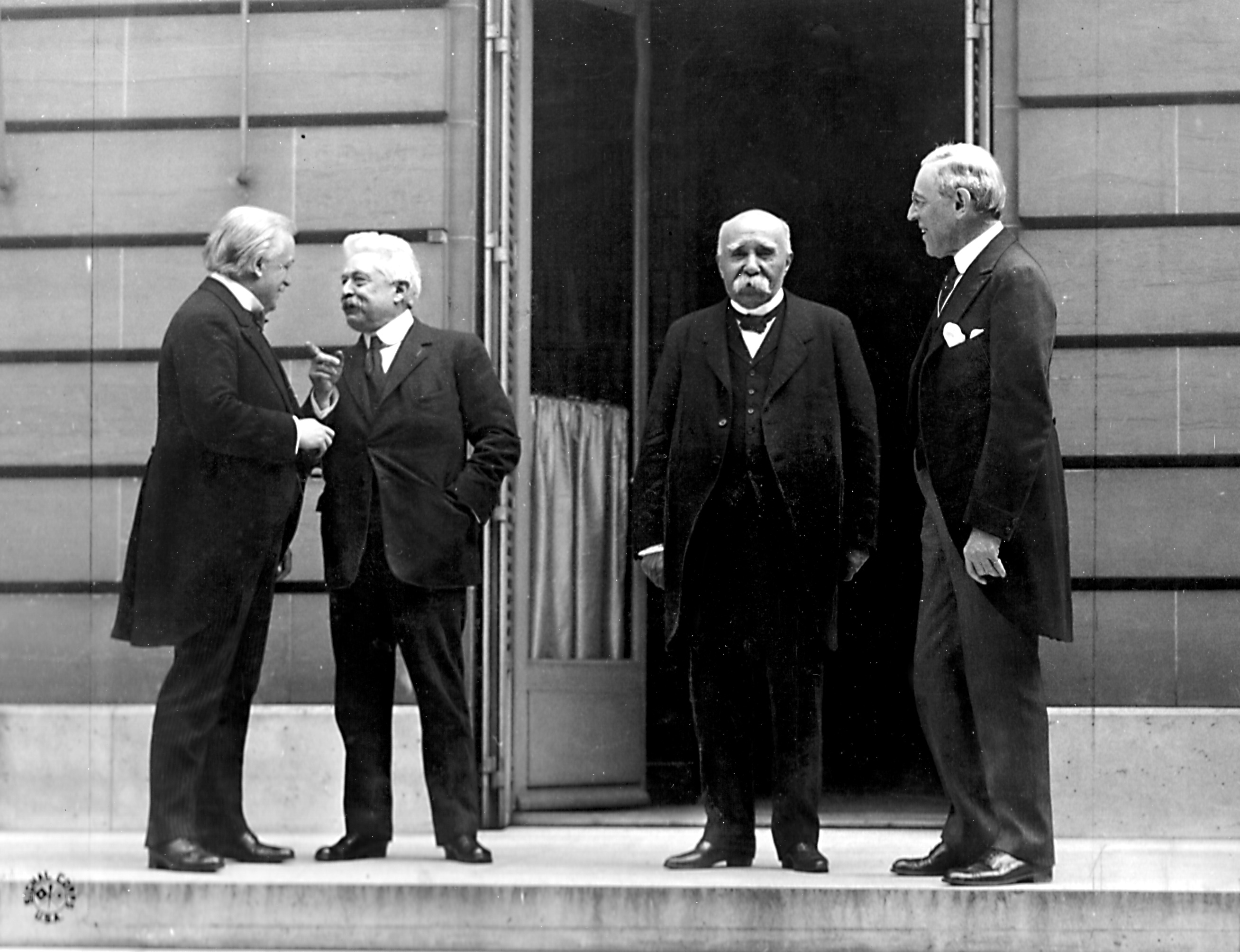
"الأربعة الكبار" صاغوا القرارات الكبرى لمؤتمر باريس للسلام، هم من اليسار إلى اليمين، ديفيد لويد جورج (بريطانيا)، فيتوريو ايمانويل أورلاندو (إيطاليا)، جورج كليمنصو (فرنسا)، وودرو ويلسون من (الولايات المتحدة)

كان ويلسون أول رئيس أمريكي يزور أوروبا خلال توليه منصبه وكان قد أعلن قبل سنة تقريباً من انعقاد المؤتمر أربع عشرة نقطة لجلب السلام بعد الحرب العالمية الأولى. رأى ويلسون أخلاقياً أن يلتزم بتطبيق هذه النقاط الأربع عشرة رغم ما ستسببه له من مشاكل داخل الولايات المتحدة. رغم ذلك لم ينجح في إقرار نقاطه كاملة بعد التعنت الفرنسي البريطاني إزاء بعض القضايا.
أدى ذلك بالولايات المتحدة إلى توقيع معاهدات سلام منفصلة مع كل من ألمانيا والنمسا والمجر، لا سيما بعد شعور الولايات المتحدة بأن الشروط التي وضعت على ألمانيا في مسؤوليتها عن الحرب كانت غير عادلة وباهظة التكلفة.
في الشرق الأوسط رأت الولايات المتحدة أن تعطى الشعوب المستقلة عن الدولة العثمانية حق تقرير المصير[بحاجة لمصدر]، على عكس ما كانت ترغب به بريطانيا وفرنسا اللتين كانتا تريدان فرض هيمنتهما الاستعمارية على المنطقة.
ابتعث الرئيس لجنة لتقصي الحقائق إلى الشرق الأوسط للوقوف على آراء الناس هناك وكانت تلك هي لجنة كينغ كراين، التي جابت بلاد الشام وفلسطين خلال صيف 1919، وقد بقي تقرير هذه اللجنة سرياً حتى نشرته  نيويورك تايمز  في ديسمبر 1922 ولكن بعد إقرار الكونغرس قراراً لصالح الصهاينة في فلسطين في سبتمبر 1922.
حاولت فرنسا وبريطانيا استرضاء الرئيس الأمريكي قبل إقامة عصبة الأمم، إلا أن المشاعر الانعزالية وتعارض بعض بنود ميثاق العصبة مع دستور الولايات المتحدة، أدت إلى عدم تصديق الولايات المتحدة على معاهدة فرساي وإلى عدم الانضمام إلى عصبة الأمم التي كان الرئيس ويلسون من ساعد على إيجادها، لتعزيز السلام من خلال الدبلوماسية بدل الحرب.
وقعت الولايات المتحدة معاهدات منفصلة في عهد الرئيس وارن جي. هاردينغ مع ألمانيا، والنمسا، والمجر في 1921.

## الطرح البريطاني

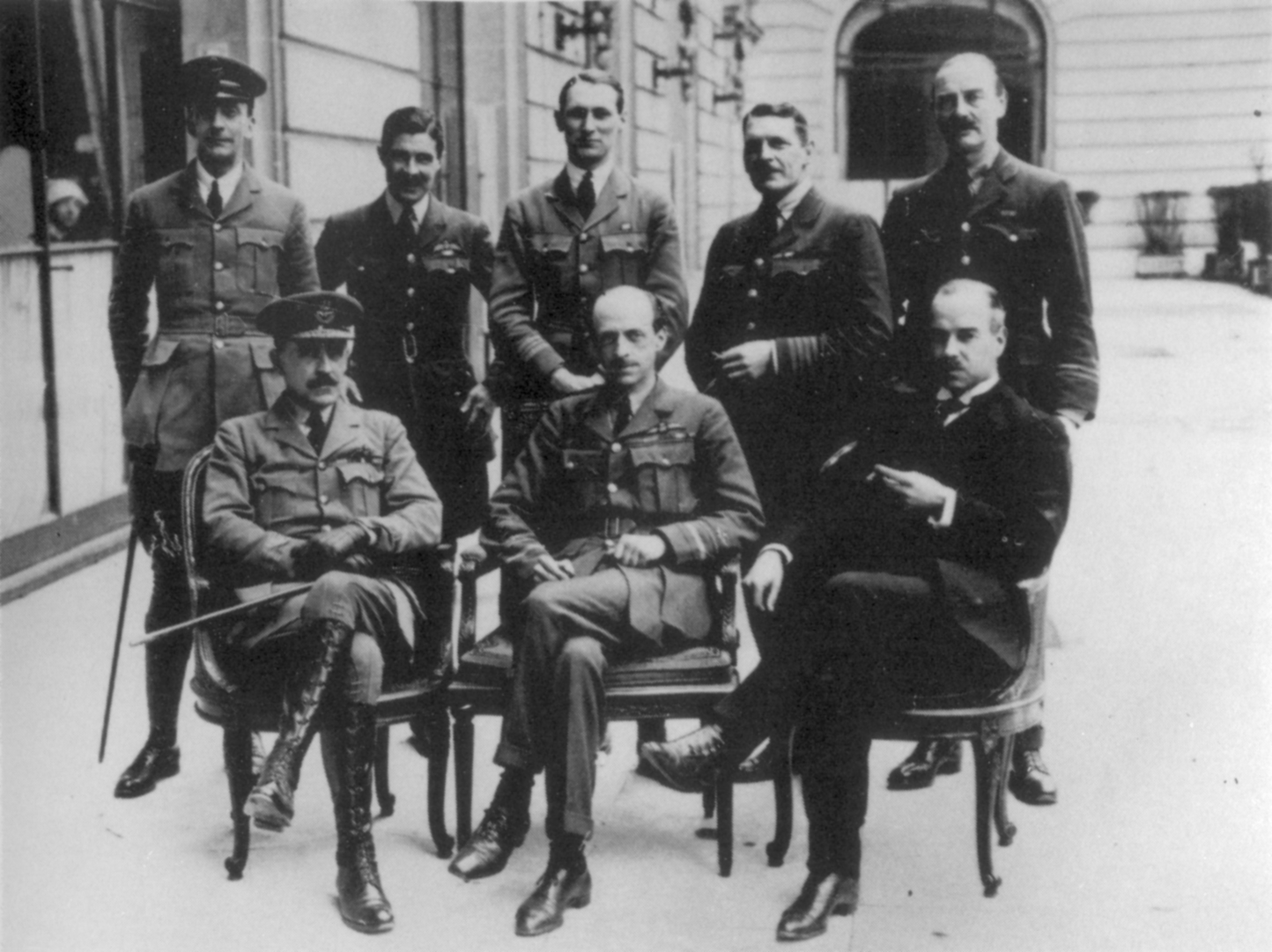
قسم الجو البريطاني في مؤتمر

كان الشاغل الرئيسي لوفد المملكة المتحدة الحفاظ على وحدة الإمبراطورية البريطانية، ومستعمراتها ومصالحها، لكن كان لدى الوفد أيضاً أهداف أكثر تحديداً هي:
- ضمان أمن فرنسا.
- إزالة تهديد أسطول أعالي البحار الألماني.
- البت في الادعاءات الإقليمية.
- دعم عصبة الأمم.

مع ترتيب الأولويات في ذلك.
لم يكن الاقتراح الياباني للمساواة العرقية متعارضاً مباشرة مع أي من المصالح البريطانية الأساسية. إلا أنه مع تقدم المؤتمر أصبح نقطة الخلاف الرئيسية لا سيما بخصوص الهجرة إلى المناطق السيادية البريطانية حيث ضحت بريطانيا بهذا المقترح ولم تضعه في التوصيات الرئيسية للمؤتمر تحت ضغط الوفد الأسترالي.
لم تتمكن بريطانيا من كبح جماح الإيرلنديين الجمهوريين الذين طالبوا بحق تقرير المصير، إلا أن المؤتمر لم يرق لهؤلاء بسبب أزمة التجنيد 1918، وكانت بريطانيا تعتزم إنشاء حكم ذاتي في أيرلندا (بدون مركز سيادة)، وقد نفذت ذلك في 1920.
علق ديفيد لويد جورج على أداء بريطانيا في المؤتمر بأنه كان فعلاً غير سيئ، حين كان يجلس بين يسوع المسيح ونابليون، في إشارة إلى النظرة المثالية جداً لويلسون، والواقعية الصارخة لكليمنصو الذي كان مصمماً على إذلال ألمانيا.

### تمثيل دومينيون

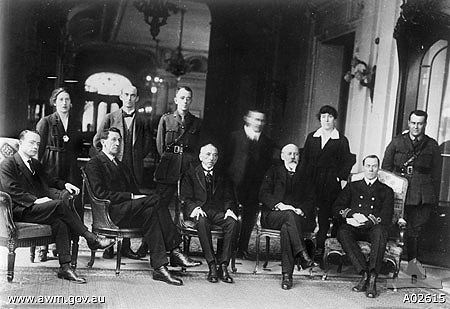
الوفد الاسترالي. في المركز هو رئيس الوزراء الاسترالي بيلي هيوزلم

تعط الحكومات دومينيون أصلا دعوات منفصلة إلى المؤتمر، ولكن من المتوقع بدلا من إرسال ممثلين كجزء من الوفد البريطاني.
واقتناعا منها بأن كندا قد تصبح الأمة في ساحات المعارك في أوروبا، ورئيس وزرائها، السير روبرت بوردن، وطالبها الحصول على مقعد مستقل في المؤتمر. كان هذا عارض في البداية ليس فقط من قبل بريطانيا ولكن أيضا من قبل الولايات المتحدة، والتي شهدت وفد السيادة باعتبارها التصويت البريطاني اضافية. رد بوردن من قبل، مشيرا إلى أنه منذ كندا قد فقدت ما يقرب من 60,000 من الرجال، وهي نسبة أكبر بكثير من رجالها مقارنة مع خسائر الأمريكية 50,000، كان على الأقل الحق في تمثيل قوة «الطفيفة». رئيس الوزراء البريطاني، ديفيد لويد جورج، رضخت في نهاية المطاف، وأقنع الأميركيين مترددا في قبول وجود وفود من كندا، الهند، أستراليا، نيوفاوندلاند ونيوزيلندا وجنوب أفريقيا. أنهم تلقوا أيضا المقاعد الخاصة بهم في عصبة الأمم.
، على الرغم من أنها أيضا قد ضحى ما يقرب من 60,000 من الرجال في الحرب، وطلبت كندا للا تعويضات ولا ولايات.
الوفد الأسترالي الذي يتزعمه رئيس الوزراء الأسترالي، بيلي هيوز، قاتل بجد لمطالبها: التعويضات، ضم غينيا الجديدة الألمانية ورفض الاقتراح المساواة العنصري الياباني. وقال هيوز انه ليس لديه اعتراض على قدم المساواة اقتراح قيل بعبارات لا لبس فيها أنه لم يمنح أي حق الدخول إلى أستراليا. وكان هيوز بالقلق من صعود اليابان. في غضون أشهر من إعلان الحرب في عام 1914. اليابان وأستراليا ونيوزيلندا استولى على كل ممتلكاتهم الألمانية في الشرق الأقصى والمحيط الهادئ. على الرغم من اليابان المحتلة الممتلكات الألمانية بمباركة من البريطانيين، انزعاج هيوز من قبل هذه السياسة.

### الانتدابات
وكانت القضية المركزية للمؤتمر التصرف في المستعمرات في الخارج من ألمانيا. (النمسا لم يكن لديها مستعمرات وقدم الدولة العثمانية قضية منفصلة.)
وسيادات البريطانية أرادت أجرهم لتضحياتهم. أستراليا أراد غينيا الجديدة ونيوزيلندا أراد ساموا، وأراد جنوب أفريقيا جنوب غرب أفريقيا (ناميبيا الحديثة). ويلسون أراد عصبة الأمم لإدارة جميع المستعمرات الألمانية حتى يحين الوقت الذي كانوا على استعداد من أجل الاستقلال. أدركت لويد جورج انه يحتاج لدعم حكمه، واقترح حلا وسطا أن يكون هناك ثلاثة أنواع من ولايات. وكانت ولايات المحافظات التركية فئة واحدة. أنهم سوف قسمت بين بريطانيا وفرنسا. أما الفئة الثانية، التي تضم غينيا الجديدة، وساموا، وجنوب غرب أفريقيا، وتقع على مقربة من المشرفين المسؤول الذي لا يمكن أن تعطى ولايات لأحد إلا أستراليا، ونيوزيلندا، وجنوب أفريقيا. وأخيرا، فإن المستعمرات الأفريقية في حاجة إلى إشراف دقيق كما ولايات «الفئة ب» التي لا يمكن إلا أن تقدمها القوى الاستعمارية خبرة بريطانيا، وفرنسا، وبلجيكا، تلقى إيطاليا والبرتغال قطع صغيرة من الأراضي. ويلسون والآخرين ذهبت أخيرا جنبا إلى جنب مع الحل. وسيادات تلقت «الفئة C ولايات» إلى المستعمرات أرادوا. اليابان الحصول على ولايات على الممتلكات الألمانية شمال خط الاستواء.
ويلسون لا يريدون ولايات الولايات المتحدة؛ كان له كبير المستشارين العقيد البيت ضالعة بشكل عميق في منح الآخرين. وكان ويلسون بالإهانة خاصة من قبل مطالب الأسترالية. وقال انه وهيوز بعض الاشتباكات لا تنسى، مع الكائن الأكثر شهرة:
ويلسون: «ولكن بعد كل شيء، كنت أتكلم عن خمسة ملايين شخص فقط.»
هيوز: «أنا أمثل ستين ألفا ميت.» (وكانت الولايات المتحدة أكبر من ذلك بكثير عانى 50,000 حالة وفاة.)

## الطرح الفرنسي

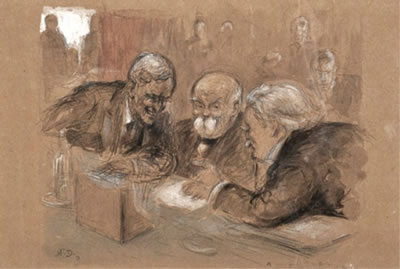
وودرو ويلسون، جورج كليمنصو وديفيد لويد جورج تتداول في مؤتمر باريس للسلام (نويل Dorville، 1919)

رئيس الوزراء الفرنسي، جورج كليمنصو، التي تسيطر عليها الوفد المرافق له وكان رئيس هدفه إضعاف ألمانيا عسكريا، استراتيجيا واقتصاديا. بعد أن شهدت شخصيا هجومين الألمانية على الأراضي الفرنسية في الأربعين سنة الماضية، كان يصر على أن ألمانيا لا ينبغي أن يسمح لمهاجمة فرنسا مرة أخرى. على وجه الخصوص، سعت كليمنصو ضمانة الأمريكي والبريطاني للأمن الفرنسي في حال هجوم ألماني آخر. وأعرب كليمنصو أيضا التشكيك والإحباط مع النقاط الأربع عشرة ويلسون: «السيد ويلسون يصيبني بالملل مع نظيره أربعة عشر نقاط»، واشتكى كليمنصو. «لماذا، له الله سبحانه وتعالى عشرة فقط!» فاز يلسون بضع نقاط من خلال التوقيع على معاهدة الدفاع المشترك مع فرنسا، ولكن في واشنطن انه لم يقدم إلى مجلس الشيوخ للتصديق عليه، وأنه لم توضع موضع التنفيذ.
وكانت سياسة أخرى فرنسية بديلة للتوصل إلى التقارب مع ألمانيا. في مايو 1919 دبلوماسي رينيه Massigli وأرسلت على عدة بعثات سرية إلى برلين. خلال زياراته عرضت Massigli نيابة عن حكومته لإعادة النظر في بنود الإقليمية والاقتصادية لمعاهدة السلام المقبلة. وتحدث Massigli من الرغبة في «، والمناقشات الشفهية العملية» بين المسؤولين الفرنسيين والألمان التي من شأنها أن تؤدي إلى «التعاون الفرنسي-allemande». وعلاوة على ذلك، قال Massagli الألمان أن الفكر الفرنسي من «القوى الأنجلوسكسونية»، وهما الولايات المتحدة والإمبراطورية البريطانية، ليكون تهديدا كبيرا لفرنسا في عالم ما بعد الحرب. وقال إن كل من فرنسا وألمانيا لها مصلحة مشتركة في معارضة «الهيمنة الأنجلو سكسونية» من العالم، وحذر من أن «تعميق المعارضة» بين الفرنسيين والألمان «من شأنه أن يؤدي إلى الخراب من كلا البلدين، لصالح القوى الأنجلوسكسونية». رفض الألمان العروض الفرنسية لأنها تعتبر مبادرات الفرنسية ليكون فخا لحيلة لهم لقبول معاهدة فرساي «كما هي» ولأن وزير الخارجية الألماني، الكونت أولريش فون Brockdorff-رانتزو يعتقد بأن الولايات المتحدة وكان أكثر عرضة للتقليل من شدة شروط السلام من فرنسا. في الحدث النهائي أنه ثبت أن لويد جورج الذي دفع لشروط أفضل لألمانيا.

## الطرح الإيطالي
في عام 1914 ظلت إيطاليا محايدة رغم تحالفها مع ألمانيا والنمسا. في عام 1915 انضمت إلى الحلفاء. كان الدافع وراء ذلك من خلال حصولها على الأراضي التي وعد بها الحلفاء في السرية معاهدة لندن: في ترينتينو، وتيرول بقدر برينر، تريستا واستريا، أكثر من دالماتيا ن الساحل باستثناء فيومي، فالونا ومحمية في ألبانيا، أنطاليا في تركيا وربما المستعمرات في أفريقيا أو آسيا.
رئيس الوزراء الإيطالي فيتوريو ايمانويل أورلاندو ولذا حاول الحصول على التنفيذ الكامل لمعاهدة لندن، على النحو المتفق عليه من قبل فرنسا وبريطانيا العظمى قبل الحرب. كان لديه الدعم الشعبي، عن فقدان 700,000 جندي وعجزا في الميزانية قدره 12000000000 ليرة خلال الحرب جعلت الحكومة الايطالية والناس يشعرون حق التمتع بجميع هذه الأراضي بل وأكثر لم يرد ذكرها في معاهدة لندن: مدينة فيومي، والتي يعتقد العديد من الايطاليين يجب أن يتم ضمها إلى إيطاليا بسبب السكان الإيطالي.
في اجتماعات «الأربعة الكبار»، والتي كانت تحول دون القوى أورلاندو للدبلوماسية التي كتبها افتقاره للغة الإنجليزية، كان الآخرون فقط على استعداد لتقديم ترينتينو إلى برينر، وميناء الدلماسي من زارا وبعض الجزر الدلماسية. وقد وعد جميع الأقاليم الأخرى لدول أخرى وكانت القوى العظمى قلقة بشأن طموحات استعمارية في إيطاليا. على الرغم من أن إيطاليا لم تحصل معظم مطالبها، ورفض أورلاندو فيومي، فإن معظم دالماتيا وأي مكسب الاستعماري وغادر المؤتمر في حالة من الغضب العارم.
كان هناك شعور عام بخيبة الأمل في إيطاليا، والتي استخدمت الأحزاب القومية والفاشية لبناء فكرة أن إيطاليا تعرض للخيانة من قبل الحلفاء، ورفض ما كان استحقاقها.

## الطرح اليوناني
PM تولى الفثيريوس فينيزيلوس المشاركة في مؤتمر باريس للسلام كممثل رئيسي في اليونان. وقال الرئيس [] [وودرو ويلسون] لقد وضعت فينيزيلوس للمرة الأولى في نقطة القدرة الشخصية بين تجمع جميع المندوبين في باريس لتسوية شروط السلام.
اقترح فينيزيلوس التوسع اليوناني في تراقيا وآسيا الصغرى (أراضي هزم مملكة بلغاريا والدولة العثمانية)، شمال إبيروس، إمبروس وتينيدوس، وتهدف إلى تحقيق  فكرة ميغالي . وصل أيضا إلى اتفاق مع الايطاليين على التنازل من الدوديكانيز (اتفاق فينيزيلوس-Tittoni). ل الإغريق من بونتوس اقترح دولة جاسرة-الأرمنية المشتركة.
كسياسي ليبرالي، وكان فينيزيلوس مؤيد قوي للالنقاط الأربع عشرة وعصبة الأمم.

## الطرح الياباني

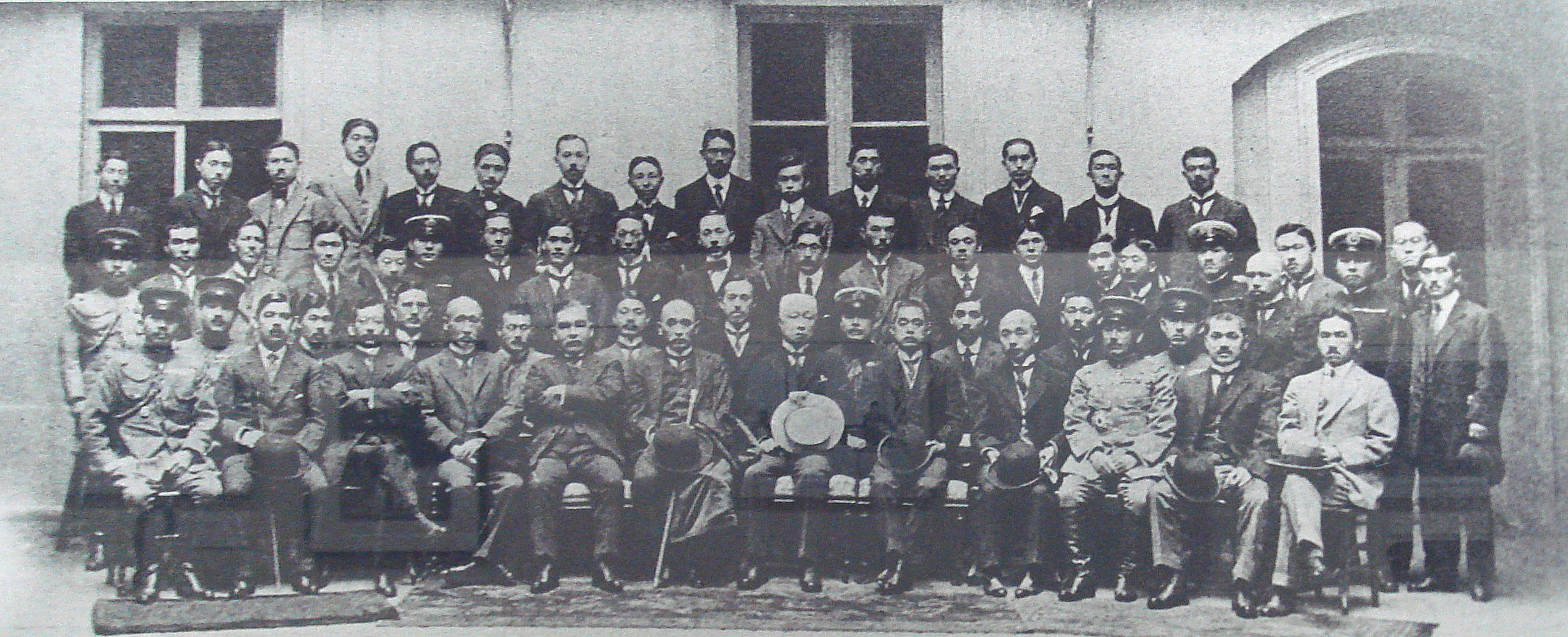
الوفد الياباني في مؤتمر باريس للسلام 1919.

أرسلت إمبراطورية اليابان وفداً كبيراً برئاسة المركيز كينموتشي سايونجي (رئيس الوزراء السابق). كانت اليابان في الأصل واحدة من "الخمس الكبرى" لكنها تخلت عن هذا الدور بسبب الاهتمام الطفيف في الشؤون الأوروبية. وبدلا من ذلك ركز على مطلبين: ادراج اقتراحهم المساواة العنصري في العهد الجامعة، والمطالب الإقليمية اليابانية فيما يتعلق بالمستعمرات الألمانية السابقة، وهي قماش الشانتون (بما في ذلك Kiaochow) وجزر المحيط الهادئ شمال خط الاستواء (في جزر مارشال، ميكرونيزيا، وجزر ماريانا، وكارولين). كان ماكينو "بحكم الأمر الواقع 'رئيس' بينما كان دور سايونجى رمزياً ومحدوداً بسبب سوء حالته الصحية. أصبح الوفد الياباني غير سعيد بعد تلقي فقط نصف حقوق ألمانيا، وانسحب من المؤتمر.

### اقتراح المساواة العنصري

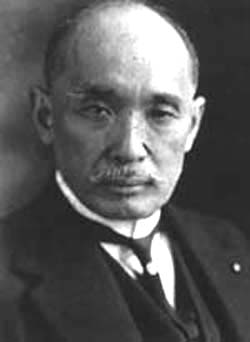
Baron ماكينو نوبواكي

واقترحت اليابان إدراج «شرط المساواة العنصري» في ميثاق عصبة الأمم في 13 شباط كتعديل للمادة 21.
It read:
المساواة بين الدول كونها المبدأ الأساسي لعصبة الأمم، تتفق الأطراف السامية المتعاقدة على منح في أقرب وقت ممكن لجميع المواطنين الأجانب من الدول، الأعضاء في الجامعة، معاملة متساوية وعادلة في كل الاحترام صنع أي تمييز، سواء في القانون أو في الواقع، وعلى حساب عرقهم أو جنسيتهم.
لأنه يعلم أن بريطانيا العظمى كانت حاسمة لقرار الرئيس ويلسون، ورئيس المؤتمر، قضت أن هناك حاجة تصويت بالإجماع. على 11 أبريل 1919 عقدت اللجنة جلسة النهائية وحصل الاقتراح على أغلبية الأصوات، ولكن بريطانيا العظمى وأستراليا تعارض ذلك. ان الأستراليين ضغط البريطانيين للدفاع عن سياسة أستراليا البيضاء في أستراليا. هزيمة الاقتراح أثرت بدورها اليابان من التعاون مع الغرب نحو المزيد من سياسات وطنية.

### المطالبات الإقليمية
تم المتنازع عليها | [المطالبة قماش الشانتون] [شاندونغ مشكلة] من قبل الصينيين واليابانيين. في عام 1914 في بداية الحرب العالمية الأولى اليابان قد استولت على الأراضي الممنوحة لألمانيا في عام 1897. واستولت أيضا الجزر الألمانية في المحيط الهادئ شمال خط الاستواء. في عام 1917، وكانت اليابان قد جعلت اتفاقات سرية مع بريطانيا وفرنسا وإيطاليا التي ضمنت ضمها من هذه الأراضي. مع بريطانيا، وكان هناك اتفاق متبادل، اليابان افقت أيضا على دعم الضم البريطاني من جزر المحيط الهادئ جنوب خط الاستواء. وعلى الرغم من وجهة نظر عموما الموالية للالصيني نيابة عن الوفد الأمريكي، والمادة 156 من معاهدة فرساي تنازلات الألمانية نقلت في جياوزو، الصين إلى اليابان بدلا من العودة السلطة السيادية للصين. زعيم الوفد الصيني، لو تسنغ Tsiang، وطالب أن التحفظ إدراج قبل انه سيوقع المعاهدة. وقد نفى التحفظ، وتم توقيع المعاهدة من قبل جميع الوفود إلا أن الصين. الغضب الصيني على هذا الحكم أدى إلى مظاهرات المعروفة باسم حركة الرابع من مايو. أصبح المحيط الهادئ الجزر شمال خط الاستواء على تفويض من الدرجة C من اليابان تدار.

## الطرح الصيني
وكان على رأس الوفد الصيني التي كتبها لو تسنغ Tsiang، يرافقه ولينغتون كو وتساو رولين. قبل القوى الغربية، وطالب كو أن التنازلات ألمانيا على شاندونغ أن يكون عاد إلى الصين. ودعا كذلك إلى وضع حد للمؤسسات الإمبريالية مثل والامتيازات، وحراس مفوضية، ويحمل الإيجار الأجانب. وعلى الرغم من الدعم الأميركي وروح الظاهري من تقرير المصير، رفضت القوى الغربية مزاعمه، نقل تنازلات الألمانية إلى اليابان بدلا من ذلك. أثار هذا احتجاجات طلابية واسعة النطاق في الصين يوم 4 مايو، عرفت فيما بعد باسم حركة الرابع من مايو، والضغط على الحكومة في نهاية المطاف إلى رفض التوقيع على معاهدة فرساي. وهكذا كان الوفد الصيني في مؤتمر باريس للسلام الوحيد بعدم التوقيع على المعاهدة في مراسم التوقيع.

## قضايا أخرى

### حقوق الأقليات
بناء على إصرار الرئيس ويلسون، الأربعة الكبار المطلوبة بولندا لتوقيع معاهدة بشأن 28 يونيو 1919 التي ضمنت حقوق أقلية في الدولة الجديدة. بولندا وقعت تحت الاحتجاج، وقدم القليل من الجهد لإنفاذ الحقوق المحددة لالألمان واليهود والأوكرانيين، والأقليات الأخرى. تم التوقيع على معاهدات مماثلة من قبل تشيكوسلوفاكيا ورومانيا ويوغوسلافيا واليونان والنمسا والمجر وبلغاريا، وفيما بعد من قبل لاتفيا واستونيا وليتوانيا. لم يطلب فنلندا وألمانيا للتوقيع على المعاهدات الأقلية معاهدة حقوق الأقليات.
وكانت الأحكام الرئيسية لتصبح القوانين الأساسية التي تجاهلت أي رموز القانونية الوطنية أو تشريعاتها. تعهد بلد جديد لضمان «حماية تامة وكاملة في الحياة والحرية لجميع الأفراد دون تمييز... الميلاد أو الجنسية أو اللغة أو العرق أو الدين.» تم حرية الدين مكفولة للجميع. وقدمت معظم سكان المواطنة، ولكن كان هناك غموض كبير على الذين تم تغطيتها. ضمنت معاهدة الحقوق المدنية والسياسية والثقافية الأساسية، وتتطلب جميع المواطنين في المساواة أمام القانون ويتمتعون بحقوق مماثلة من المواطنين والعمال. كان البولندية من لغة وطنية، ولكن قدمت المعاهدة التي لغة أقلية ق يمكن استخدامها بحرية القطاع الخاص، في التجارة أو الدين أو الصحافة، في الاجتماعات العامة، وأمام جميع المحاكم. كانت الأقليات لتكون قادرة على إنشاء والتحكم في الجمعيات الخيرية الخاصة بهم نفقة خاصة، والكنائس والمؤسسات الاجتماعية، وكذلك المدارس، ودون تدخل من الحكومة. كان مطلوبا من الحكومة لانشاء المدارس العامة اللغة الألمانية في تلك المناطق التي كانت الأراضي الألمانية قبل الحرب. كان كل تعليم فوق المرحلة الابتدائية إلى أن تتم حصرا باللغة الوطنية. وكانت المادة 12 بند الإنفاذ؛ أعطى مجلس عصبة الأمم المسؤولية لرصد وإنفاذ كل معاهدة.

### الوفد الكوري
كما قمعت بعنف اليابان حركة الأول من مارس، وكان هناك فرصة محدودة لصوت الكورية. وفد من الكوريين في الخارج، من اليابان، والصين، وهاواي، لم تجعل من لباريس. وشملت في هذا الوفد، وكان ممثل عن الحكومة الكورية المؤقتة في شنغهاي، كيم كيو سيك (김규식). تم بمساعدة من قبل الصينيين، الذين كانوا يتوقون لإتاحة الفرصة لإحراج اليابان في المحافل الدولية. العديد من كبار القادة الصينيين في ذلك الوقت، بما في ذلك صن يات صن، وقال دبلوماسيون أمريكيون أن مؤتمر السلام يجب أن تأخذ في مسألة الاستقلال الكوري. أبعد من ذلك، ومع ذلك، فإن الصينيين، تخوض صراعا ضد اليابانيين أنفسهم، يمكن أن يفعل شيئا يذكر لكوريا. وبصرف النظر عن الصين لم تتخذ أي أمة الكوريين على محمل الجد في مؤتمر باريس بسبب مكانتها باعتبارها مستعمرة يابانية. فشل القوميين الكورية للحصول على دعم من مؤتمر باريس للسلام أنهى إمكانية دعم أجنبي.

### القوقاز
جمهوريات القوقاز الثلاث أرمينيا، أذربيجان وجورجيا ومعترف بها.
الأرمينية وفد يمثله Avetis Aharonyan، حمو Ohanjanyan، أرمين غارو وما إلى ذلك. جمهورية أذربيجان الديمقراطية كان يمثلها عليمردان باي توبجوباشيف.

### فلسطين

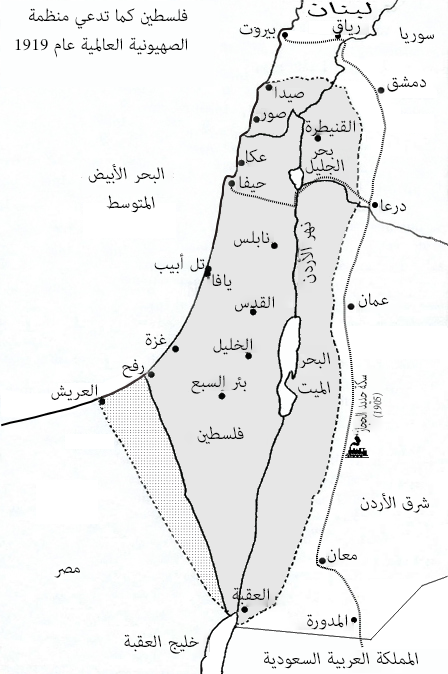
فلسطين كما ادعت المنظمة الصهيونية العالمية عام 1919 في مؤتمر باريس للسلام.

في المنظمة الصهيونية مشاريع القرارات المقدمة من لينظر فيها مؤتمر السلام في 3 شباط 1919. جاء ذلك في أعقاب فترة وجيزة من قرار المؤتمر أن الولايات العربية السابقة للإمبراطورية العثمانية يجب فصل منه ويحملن حديثا ولاية نظام يطبق عليهم.
وتضمن البيان خمس نقاط رئيسية:
- الاعتراف لقب الشعب اليهودي التاريخي لفلسطين وحقهم في إعادة بناء وطنه القومي هناك.
- وكانت حدود فلسطين إلى أن يعلن على النحو المبين في الجدول المرفق
- سوف يتم المخولة حيازة السيادية فلسطين في عصبة الأمم وحكومة الموكلة بريطانيا العظمى كما المنتدبة لجامعة.
- أحكام أخرى لإدراجها من قبل الأطراف المتعاقدة السامية المتعلقة بتطبيق أي الشروط العامة التي تعلق على ولايات، والتي هي مناسبة لهذه القضية في فلسطين.
- يجب أن تكون ولاية يخضع أيضا إلى عدة شروط خاصة لوحظ، بما في ذلك توفير لإدراجها المتعلقة السيطرة على الأماكن المقدسة.

ومع ذلك، على الرغم من هذه المحاولات للتأثير على المؤتمر، الصهاينة وبدلا من ذلك مقيدة بموجب المادة 7 من الناتج الانتداب على فلسطين لمجرد وجود حق الحصول على الجنسية الفلسطينية: «لا يجوز لإدارة فلسطين أن تكون مسؤولة عن سن قانون الجنسية وهناك تدرج في أحكام هذا القانون مؤطرة وذلك لتسهيل اكتساب الجنسية الفلسطينية لليهود الذين يتخذون إقامتهم الدائمة في فلسطين».

### أوكرانيا
أوكرانيا كان فرصة أفضل للفوز الاعتراف والدعم من القوى الخارجية في مؤتمر باريس للسلام عام 1919. في اجتماع الدول الخمس الكبرى في 16 كانون الثاني، ودعا لويد جورج الزعيم الأوكراني سيمون بتليورا (1874-1926) مغامر ورفضت أوكرانيا باعتبارها معقل لمكافحة البلشفية. وتحدث السير اير كرو وكيل الدولة البريطاني للشؤون الخارجية، ضد اتحاد الشرق غاليسيا وبولندا. مجلس الوزراء البريطاني أبدا قرر سواء لدعم روسيا الموحدة أو مقطعة الأوصال. وكانت الولايات المتحدة متعاطفة مع ذلك، روسيا قوية موحدة بمثابة الثقل الموازن لليابان، ولكن يخشى بريطانيا خطرا على الهند. عين بيتلورا عدد Tyshkevich ممثله لدى الفاتيكان، ومعترف بها البابا بندكتس الخامس عشر استقلال أوكرانيا. تم تجاهل أوكرانيا على نحو فعال.

### روسيا البيضاء
شارك وفد من جمهورية الديمقراطية البيلاروسية في عهد رئيس الوزراء انطون Łuckievič أيضا في المؤتمر، في محاولة لكسب الاعتراف الدولي indepencence بيلاروس. في الطريق إلى المؤتمر، وكان في استقبال الوفد من قبل تشيكوسلوفاكيا رئيس توماس مازاريك في براغ. وخلال المؤتمر، وكان Łuckievič اجتماعات مع وزير الخارجية المنفى أميرال كولتشاك الصورة الحكومة الروسية سيرجي Sazonov ورئيس وزراء بولندا إغناتسه يان بادرفسكي.

## تقييم تاريخي
إعادة صياغة خريطة العالم في هذه المؤتمرات ولادته في عدد من التناقضات الدولية الهامة المعرضة للصراعات، التي من شأنها أن تصبح واحدة من أسباب الحرب العالمية الثانية. المؤرخ البريطاني إريك هوبسباوم ادعى أن
منذ فترة طويلة القول بأن أربعة عشر نقاط ويلسون، ولا سيما مبدأ تقرير المصير الوطني، كانت التدابير في المقام الأول مكافحة اليسار، وتهدف إلى ترويض الحمى الثورية التي تجتاح أوروبا في أعقاب ثورة أكتوبر ونهاية الحرب من خلال اللعب على بطاقة القومية.